# De Havilland Canada DHC-6
Die de Havilland Canada DHC-6 Twin Otter (Spitzname Twotter) ist ein STOL-Flugzeug für 19 Passagiere, das von de Havilland Canada hergestellt wurde. Nach einer zwanzigjährigen Produktionsunterbrechung wird heute die modernisierte Version DHC-6-400 vom kanadischen Hersteller Viking Air angeboten, der die Fertigungsrechte im Februar 2006 von Bombardier Aerospace erworben hat.
Die Turboprop-Maschine ist als Schulterdecker ausgelegt und verfügt über ein feststehendes Fahrwerk bzw. Schwimmer. Die Verstellpropeller ermöglichen die Nutzung von Schubumkehr. Das Flugzeug ist für sehr kurze Start- und Landebahnen optimiert und benötigt nur eine Pistenlänge von 366 m. Es verfügt nicht über eine Druckkabine.
Im Juli 2023 waren noch 342 DHC-6-300 im Einsatz und weitere 62 inaktiv geparkt.

## Geschichte
Die DHC-6 hatte ihren Erstflug am 20. Mai 1965. Die Produktion endete vorerst 1988, bis dahin wurden 844 Maschinen gebaut. Davon flogen im Jahr 2007 noch 575. Im Jahr 2006 erwarb Viking Air die Produktionsrechte von Bombardier Aerospace, im Dezember 2007 wurde wieder mit der Produktion begonnen. Der Erstflug der DHC-6-400 genannten Version fand am 1. Oktober 2008 im kanadischen Victoria statt. Der Erstflug der ersten Serienmaschine mit dem Luftfahrzeugkennzeichen C-FMJO erfolgte am 16. Februar 2010. Nach der offiziellen Zulassung wurden die ersten drei Maschinen am 17. Januar 2011 an die schweizerische Zimex Aviation, am 26. Januar 2011 an Air Seychelles und am 6. Mai 2011 an Trans Maldivian Airways ausgeliefert.
Bis Juli 2022 wurden 146 DHC-6-400 gebaut.

## Versionen

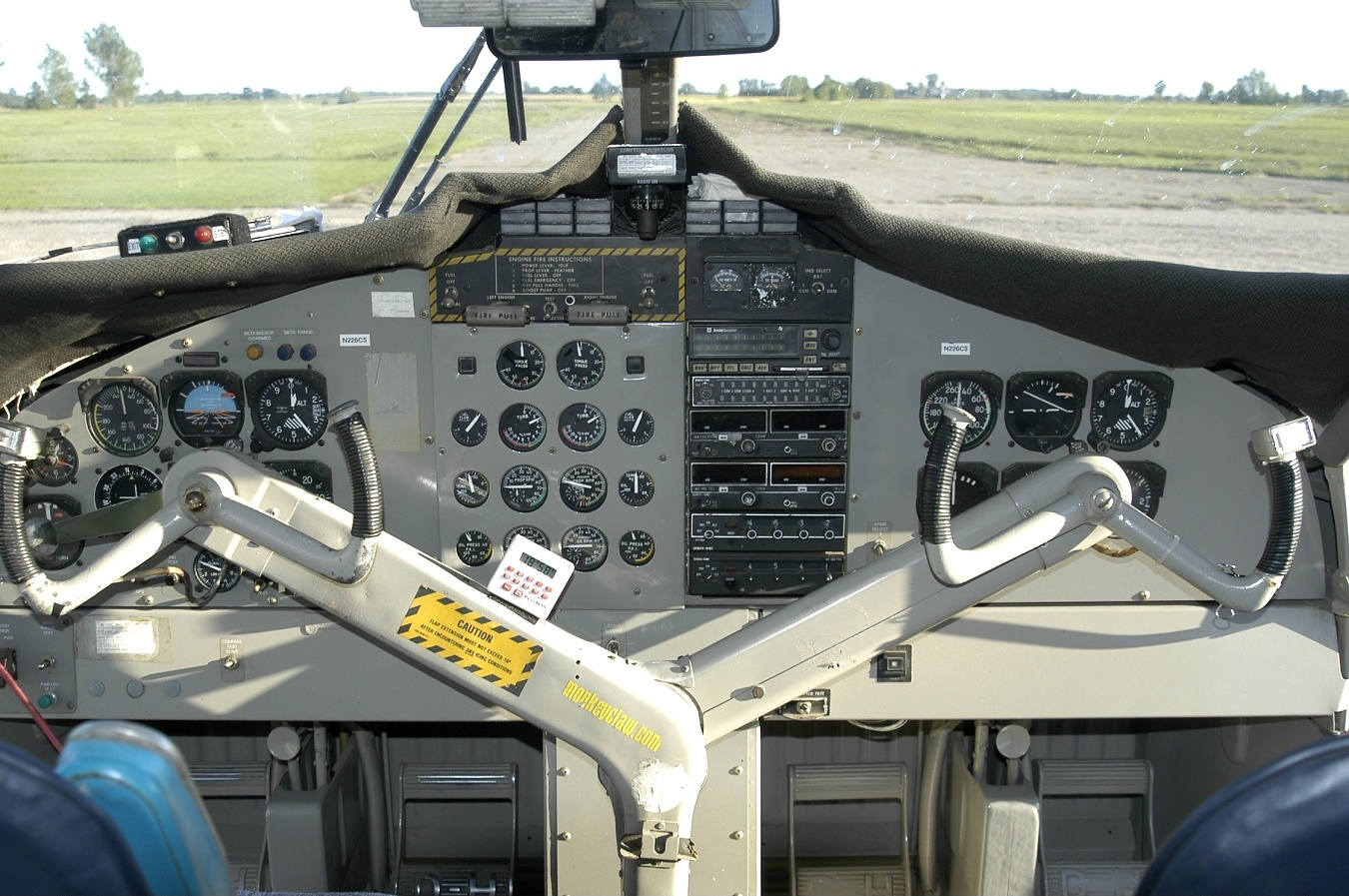
Cockpit einer De Havilland Canada DHC-6-200 Twin Otter

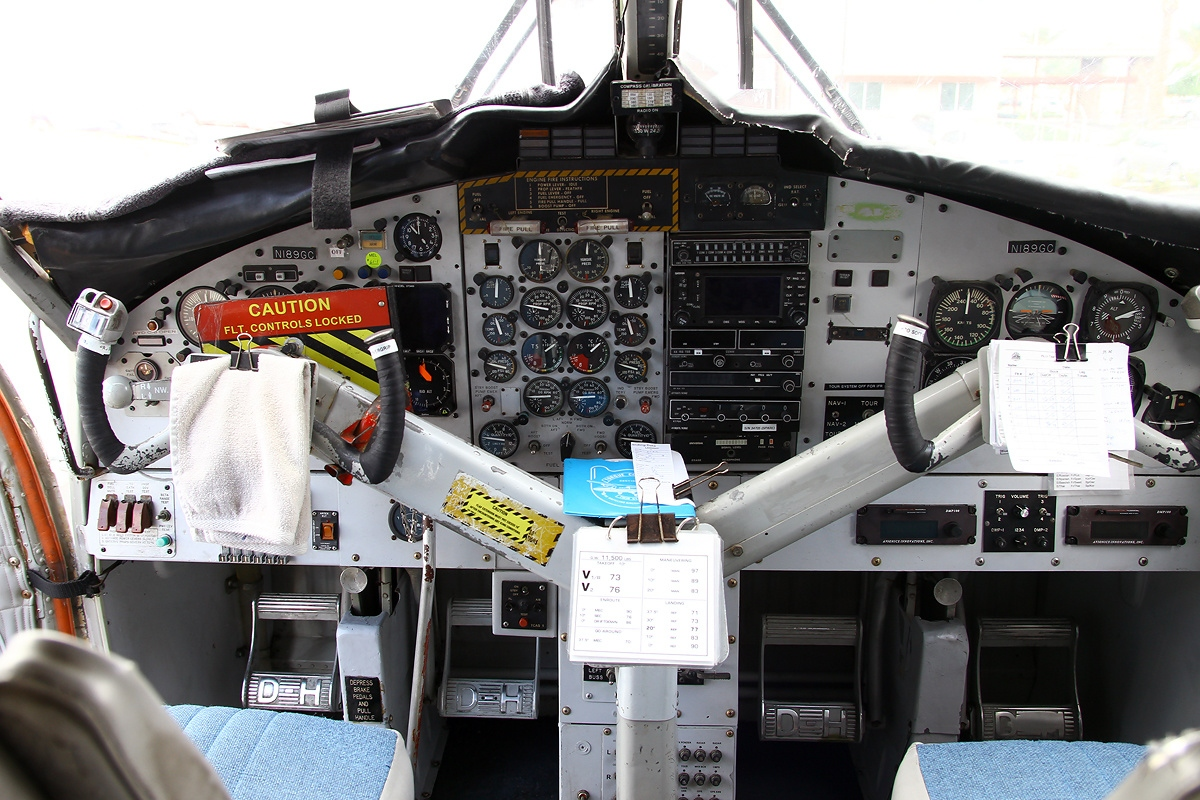
Cockpit einer De Havilland Canada DHC-6-300 Twin Otter

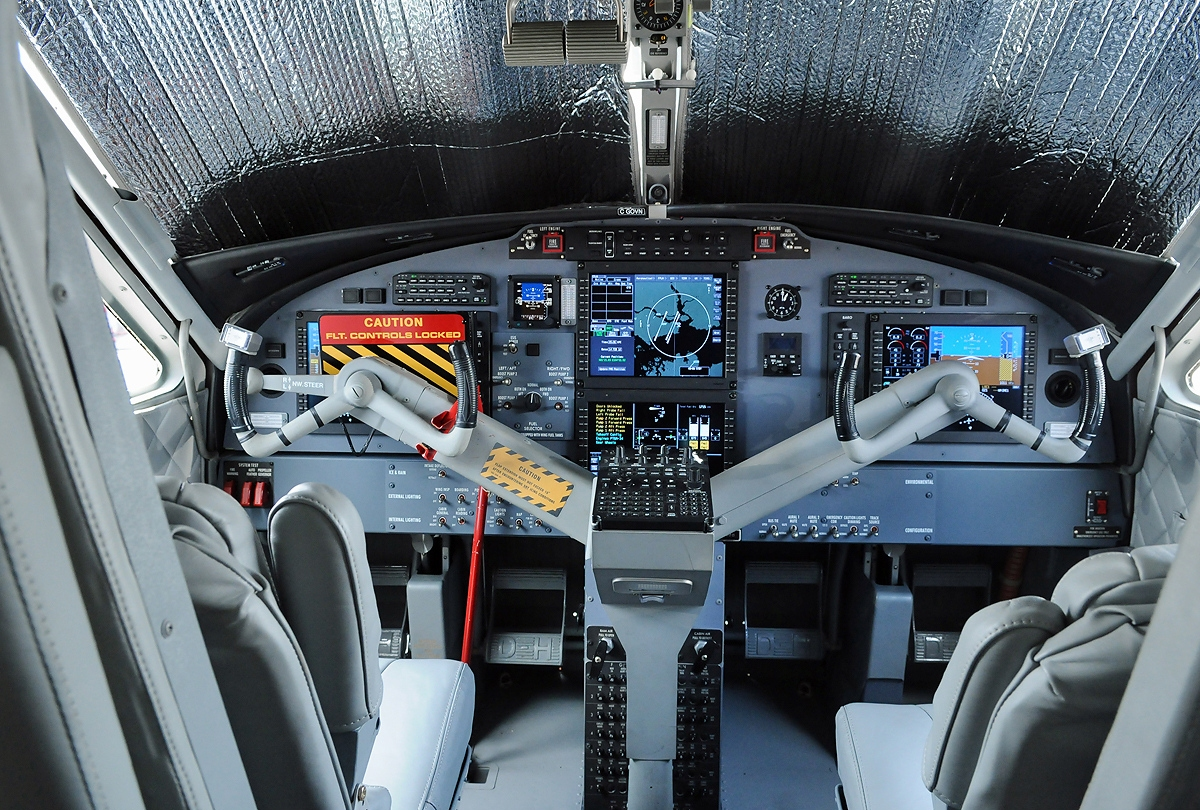
Cockpit einer Viking Air DHC-6-400 Twin Otter

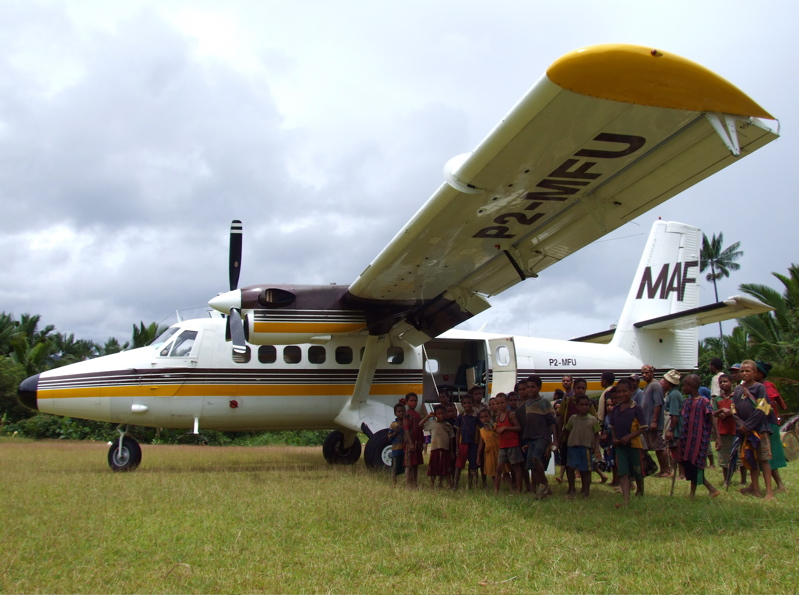
DHC-6 als zuverlässiges Buschflugzeug: hier eine Maschine der MAF in Papua-Neuguinea

Von der Twin Otter gibt es neben der Standardausführung mit Rädern Versionen mit Schwimmern oder Kufen. Für touristische Zwecke, z. B. Rundflüge, gibt es eine Version „Vistaliner“ mit größeren Fenstern.
DHC-6-Serie 100Basisversion mit zwei 432-kW Pratt & Whitney Canada PT6A-20 Turboprop-Motoren. 115 Stück gebaut.
DHC-6-Serie 200Verbesserte Version. Ebenfalls 115 Stück gebaut.
DHC-6-Serie 300Version mit 462-kW Pratt & Whitney Canada PT6A-27 Turboprop-Motoren.
DHC-6-Serie 300MMilitärischer Mehrzwecktransporter. Zwei von ihnen wurden als „Proof-of-Concept“-Demonstratoren gebaut.
DHC-6-Serie 300MRMaritime Aufklärungsversion.
DHC-6 Classic 300-GNeueste Version der DHC-6, welche die aktuelle 400er Serie ergänzt, jedoch leichter ist und damit eine größere Nutzlast bzw. größere Reichweite bietet. Gleichzeitig wurde die Kabinen- und Cockpitausstattung modernisiert. Die Version wurde 2023 auf der Pariser Luftfahrtschau präsentiert und es lagen zu dem Zeitpunkt bereits 45 Kaufverträge vor, davon 2 von der schweizerischen Zimex Aviation, sowie Absichtserklärungen. Der Hersteller De Havilland Canada erklärte, eine größere Kundenbefragung habe dazu geführt, dass die Version 136 bis 180 Kilogramm leichter ist als die -400, wodurch mit 1970 kg eine um 130 kg größere Nutzlast als bei der -400 möglich wird. Alternativ kann auch eine größere Reichweite erzielt werden. Die erste Maschine dieser Version soll 2024 ausgeliefert werden.
DHC-6-Serie 300SSechs Testflugzeuge mit 11 Sitzen, Flügel mit Spoilern und einem Anti-Blockier-Bremssystem.
DHC-6-Serie 400Die nach 20 Jahren Produktionspause wieder gebaute, neuere Version auf Basis der -300, die vom kanadischen Hersteller Viking Air gefertigt wird. Erstkunde war Air Seychelles mit zwei Bestellungen im Frühjahr 2007. Die ersten Lieferungen an Kunden begannen Anfang 2010. Als Antrieb dienen zwei Pratt & Whitney Canada PT6A-34 oder optional PT6A-35 mit Hot & High Performance. Neben dem Standard-Fahrwerk werden unter anderem auch Schwimmer, Ski- und Rad-Ski-Fahrwerke angeboten. Außer den neuen Triebwerken wurden auch andere Komponenten auf den Stand der Technik gebracht. So konnte unter anderem durch die Verwendung von Kunststoff, neuem Cockpit mit 4 Displays und LED-Beleuchtung die Leermasse um 240 kg gesenkt werden.
CC-138Bezeichnung der Kanadischen Streitkräfte für ihre Version als Transport-, Such- und Rettungsflugzeug.
UV-18AVersion als Utility-Transportflugzeuge für die United States Army und die Alaska National Guard. Sechs gebaut. Sie wurde in der US-Armee durch die C-23 Sherpa ersetzt.
UV-18BBezeichnung der United States Air Force Academy für ihre drei Ausbildungsflugzeuge für Fallschirmspringer.

## Einsatz

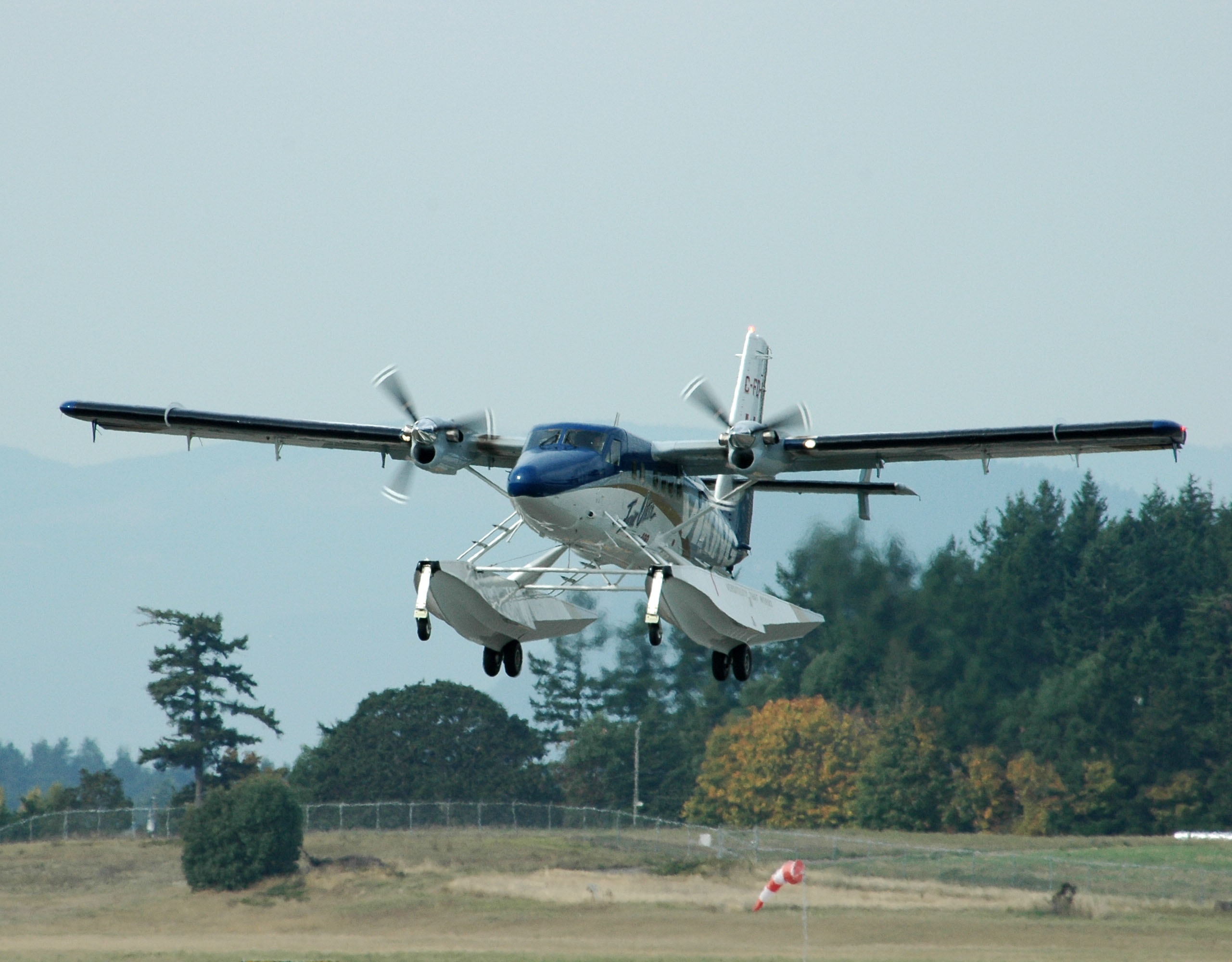
Eine Twin Otter der Serie 400

Die Fluggesellschaft Widerøe’s Flyveselskap setzte zahlreiche Maschinen über 20 Jahre lang ein, auch für British Airways flog die DHC-6 bei Loganair.
In Deutschland wurde die Twin Otter überwiegend im Inselverkehr der Nordsee eingesetzt, u. a. von OLT, General Air, HADAG Air und Holiday Express. Außerdem nutzten Delta Air, Bayerischer Flugdienst und DLT die DHC-6, die zwei letzteren hauptsächlich auf der Strecke Hof-Bayreuth-Frankfurt. Einer der wenigen heutigen deutschen Betreiber ist die Fluggesellschaft Businesswings mit Sitz am Flughafen Kassel-Calden, welche ein Exemplar mit dem Luftfahrzeugkennzeichen D-IVER besitzt.
Die Mehrzahl der Maschinen wird von kleineren Gesellschaften verwendet. So sind auf den Malediven und in Nepal zahlreiche Twin Otters zu finden. Die Flotte der Air São Tomé and Príncipe z. B. bestand bis zum Absturz des Flugzeugs am 23. Mai 2006 aus nur einer Twin Otter, mit der von São Tomé die Insel Príncipe sowie Libreville in Gabun angeflogen wurden. Auch in Panama wird die Twin Otter für Inlandflüge von Aeroperlas nach Guna Yala eingesetzt, in Costa Rica von Nature Air. Air Seychelles setzt derzeit sechs Twin Otter auf ihren Inlandflügen zu den kleineren Inseln ein, die teilweise nur über Graspisten verfügen.
Häufig wird die Twin Otter im zivilen Fallschirmsport als Absetzflugzeug eingesetzt. Auch in der Antarktis sind Flugzeuge von Typ DHC-6 im Einsatz.
Die Twin Otter gehört neben der Pilatus Porter, der Let L-410 und der Dornier 228 zu den wenigen Flugzeugen, die in Nepal auf dem Flughafen Lukla landen können.
Eine DHC-6-400 wird von der Behörde der Zona Espesial Ekonomiko Sosial no Merkadu (ZEESM) vom osttimoresischen Oe-Cusse Ambeno betrieben.

## Militärische Nutzer

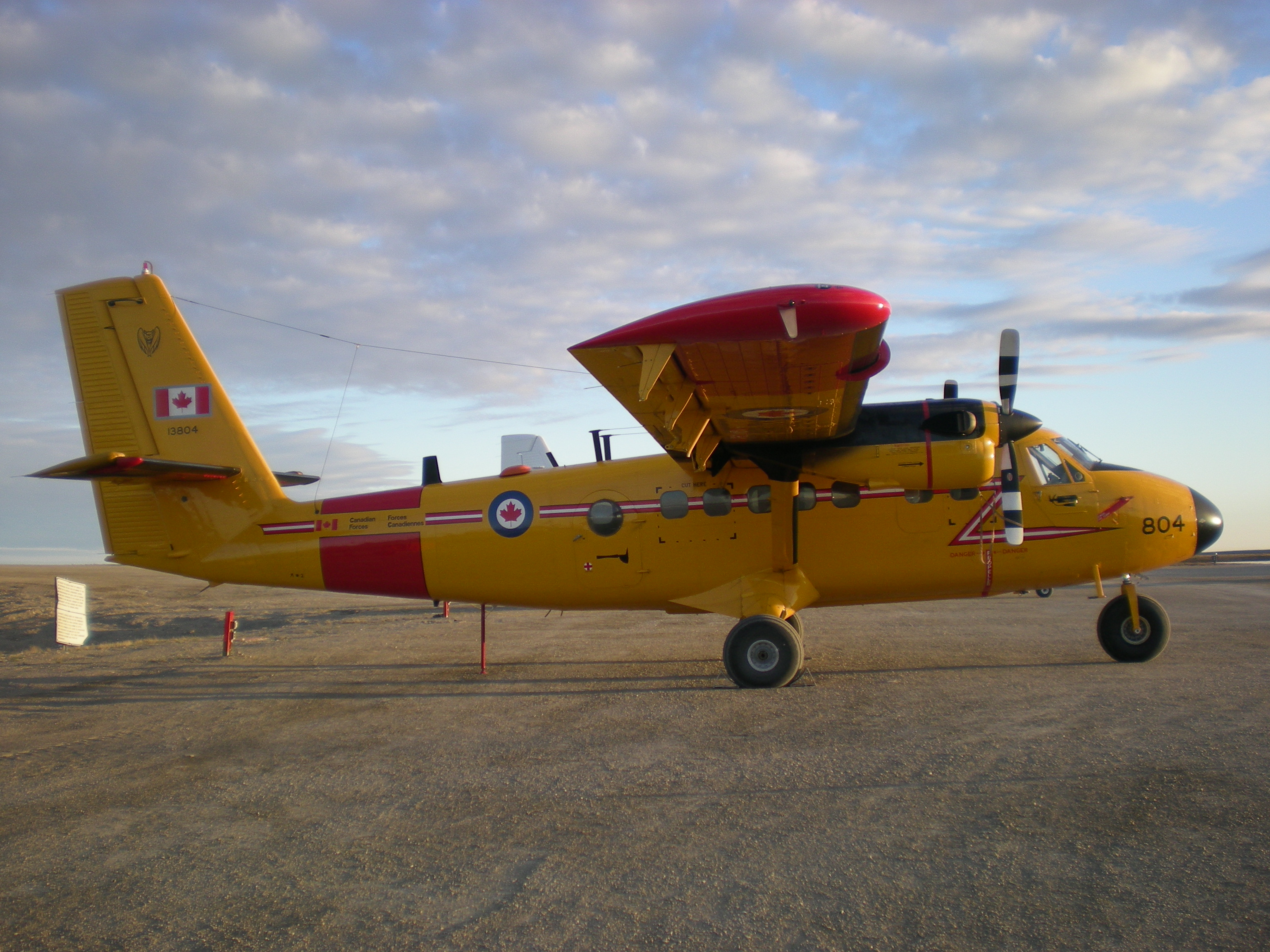
Kanadische CC-138

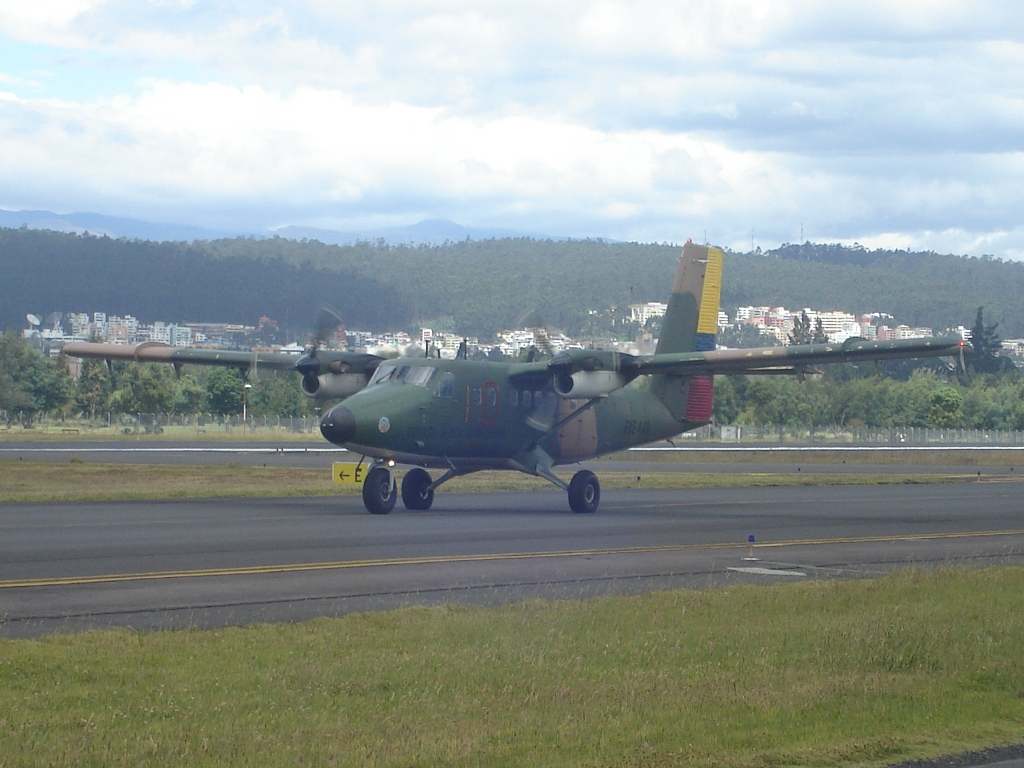
DHC-6 der Ecuadorianischen Luftwaffe

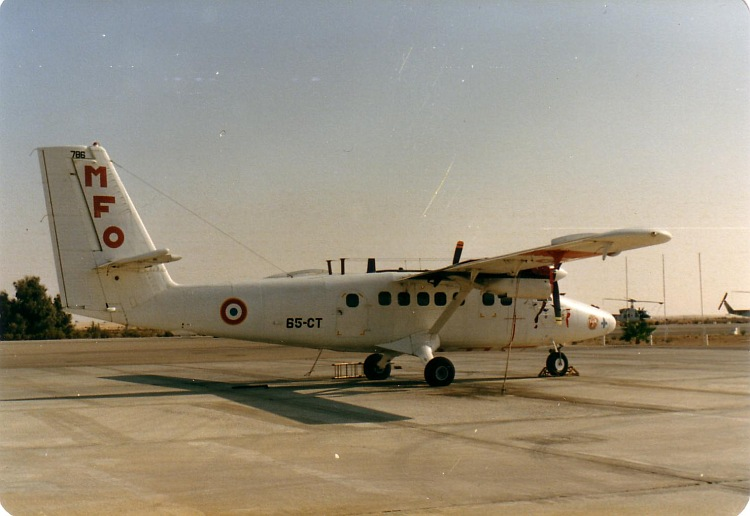
DHC-6 der französischen Armee

Afghanistan
 Argentinien
 Australien
 Äthiopien
 Benin
 Botswana
 Chile
 Dominikanische Republik
 Ecuador
 Frankreich
- Armée de l’air
- Armée de Terre

 Haiti
 Jamaika
 Kanada
 Kolumbien
 Libyen
 Malaysia
 Mexiko
 Nepal
 Nigeria
 Norwegen
 Panama
 Paraguay
 Peru
 Philippinen
 Senegal
 Schweiz
 Seychellen
- Seychelles People’s Defence Force

 Sudan
 Tschad
 Uganda
 Vereinigte Staaten
- United States Air Force
- United States Army

 Vietnam
- Vietnamesische Marine

## Zwischenfälle
Vom Erstflug im Jahr 1965 bis Juli 2023 wurden insgesamt 285 DHC-6 Twin Otter bei Zwischenfällen zerstört oder irreparabel beschädigt. Bei 190 dieser Totalschäden kamen 1521 Menschen ums Leben.

## Technische Daten

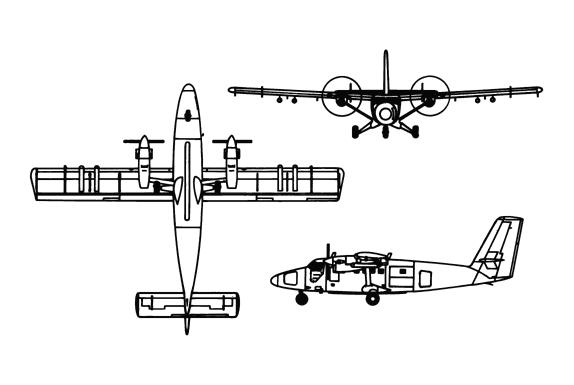
Drei-Seiten-Riss der De Havilland Canada DHC-6

| Kenngröße                    | Daten der DHC-6-400                                    |
| ---------------------------- | ------------------------------------------------------ |
| Besatzung                    | 1–2                                                    |
| Passagiere                   | 19                                                     |
| Länge                        | 15,77 m                                                |
| Spannweite                   | 19,81 m                                                |
| Höhe                         | 6,02 m                                                 |
| Flügelfläche                 | 39,02 m²                                               |
| Flügelstreckung              | 10,1                                                   |
| Leermasse                    | 3221 kg                                                |
| max. Startmasse              | 5670 kg                                                |
| Höchstgeschwindigkeit (VMO)  | 340 km/h                                               |
| Dienstgipfelhöhe             | 7620 m                                                 |
| Reichweite bei max. Zuladung | ca. 1800 km                                            |
| Triebwerke                   | 2 Pratt & Whitney Canada PT6A-34-Triebwerke, je 463 kW |
| Propeller                    | Hartzell HC-B3TN-3DY, Durchmesser 259 cm               |
| Landebahn/Startbahnlänge     | min. 366 m                                             |